# Bumiharjo (Glenmore)
Bumiharjo is een bestuurslaag in het regentschap Banyuwangi van de provincie Oost-Java, Indonesië. Bumiharjo telt 7565 inwoners (volkstelling 2010).